# Droit des peuples autochtones
Cet article concerne une branche du droit international. Pour les pratiques autochtones, voir Droit autochtone.
Le droit des peuples autochtones est l'ensemble des dispositions juridiques internationales visant à protéger les 370 millions de personnes (ainsi que leurs modes de vie) composant les peuples autochtones.
Cette discipline aspire à protéger leurs modes d'organisations sociales, économiques et politiques ainsi que leurs conceptions politiques, sociales, économiques et culturelles grâce à un cadre juridique adapté et mondialement reconnu.

## Déclaration des Nations unies sur les droits des peuples autochtones
La Déclaration des droits des peuples autochtones a été adoptée le 13 septembre 2007 à New York par l'Assemblée générale des Nations unies (ONU). 
La résolution 61/295 a été adoptée après 20 ans de négociations et ce malgré l'opposition des États-Unis, du Canada, de l'Australie et de la Nouvelle-Zélande.
Elle affirme les droits à réparation et à l'autodétermination pour les 370 millions d'autochtones dans le monde.
Cette résolution est juridiquement non contraignante mais représente un réel progrès. Elle s'ajoute à la Convention 169 de l'Organisation internationale du travail relative aux peuples indigènes et tribaux (OIT), plus contraignante, qui met en avant les droits de ces peuples.

## Législations dédiées par pays

### France
La France n'a pas ratifié la Convention 169 de l’Organisation internationale du travail qui entre en contradiction avec les principes constitutionnels d'égalité devant la loi et d'indivisibilité de la République. Dans un rapport publié le 27 août 2010, le  Comité pour l’élimination de la discrimination raciale (CERD) les Nations unies ont appelé le gouvernement français à ratifier cette convention.

#### Études théoriques
- Études postcoloniales

#### Bulles papales
- Romanus pontifex (1455), Aeterni regis, Dum diversas, Dudum siquidem, Inter caetera